# Severînivka, Tarașcea
Severînivka (în ucraineană Северинівка) este localitatea de reședință a comunei Severînivka din raionul Tarașcea, regiunea Kiev, Ucraina.

## Demografie
Componența lingvistică a localității Severînivka
     Ucraineană (98,69%)
     Rusă (1,31%)
Conform recensământului din 2001, majoritatea populației localității Severînivka era vorbitoare de ucraineană (98,69%), existând în minoritate și vorbitori de rusă (1,31%).